# His Second Wife (film 1913)
His Second Wife è un cortometraggio muto del 1913 diretto da Ralph Ince.

## Produzione
Il film fu prodotto dalla Vitagraph Company of America.

## Distribuzione
Distribuito dalla General Film Company, il film - un cortometraggio di 240 metri (split reel) - uscì nelle sale cinematografiche statunitensi il 30 dicembre 1913. Nelle proiezioni, veniva programmato con il sistema dello split reel, accorpato in un'unica bobina con un altro cortometraggio prodotto dalla Vitagraph, il documentario The Baby Show.